# Division de Casablanca
La division de Casablanca est une division territoriale de l'armée de terre française. Elle est chargée de la défense du protectorat français au Maroc dans la région de Casablanca.

## Création et différentes dénominations
- 1940 : création à partir de la subdivision autonome de Casablanca
- 1956 : la division est dissoute, devenant la 22e division d'infanterie

## Historique des garnisons, campagnes et batailles

### Seconde Guerre mondiale
Lors de l'opération Torch, le général Béthouart commandant la division tente faciliter le débarquement américain. Mais il est arrêté et le général Desré coordonne la défense française jusqu'au cessez-le-feu le 11 novembre 1942.

## Chefs de corps
- juillet 1940 : général Rochas[2]
- août 1940 : général Voirin[3]
- janvier 1942 : général Béthouart
- novembre 1942 : général Desré (sl)

- 1942: général Mast
- 1942: général Roubertie
- 1950 - 1952: général de Langlade